# Хенкин, Геннадий Маркович
Генна́дий Ма́ркович Хе́нкин (1942—2016) — советский и французский математик, экономист. Профессор, лауреат премии имени Н. Д. Кондратьева (1992).

## Биография
Родился 26 октября 1942 года в Москве.
В 1964 году закончил механико-математический факультет МГУ. В 1967 году защитил кандидатскую диссертацию, тема: «Неизоморфность некоторых пространств функций от разного числа переменных» (научный руководитель — А.  Г.  Витушкин). В 1973 году защитил докторскую диссертацию, тема: «Интегральные представления в некоторых задачах теории функций нескольких комплексных переменных».
С 1967 по 2016 годы работал в ЦЭМИ РАН. С 1991 года — профессор Университета Пьера и Марии Кюри (Париж).
Умер 19 января 2016 года в Париже.

## Научная деятельность
Область научных интересов: математическая экономика, функциональный анализ, математическая физика, комплексный анализ, интегральная геометрия.
Членство в редколлегиях международных журналов:
- Bulletin des Sciences Mathematiques
- Journal of Geometric Analysis
- Annali della Scuola Normale Superiore di Pisa

## Научные труды
Автор 2 монографий и 140 статей в ведущих международных журналах по функциональному анализу, комплексному анализу, математической физике и математической экономике;
В том числе:
- G. M. Henkin, V. M. Polterovich. A difference-differential analogue of the Burgers equation and some models of economic development. — Москва, 1998. — 61 с. : ил.; 21 см. — (Working paper / Centr. economics a. mathematics inst. Russ. acad. of sciences; WP/ 98/051)
- Henkin G. M., Shananin A. A. Bernstein theorems and Radon transform. Application to the theory of production functions // Trans. of Math. Monographs. — 1990. — Т. 81. — С. 189—223.
- Хенкин Г. М., Шананин А. А. Математическое моделирование шумпетеровской инновационной динамики // Математическое моделирование, 26:8 (2014), 3-19

## Награды
- Премия имени Н. Д. Кондратьева (совместно с В. М. Полтеровичем, за 1992 год) — за серию работ по теме «Диффузия нововведений и экономический рост»
- Премия Московского Математического Общества (1970)
- Премия Бергмана по многомерному комплексному анализу (Американское математическое общество, 2011)